# Gojakovići (Prijepolje)
Gojakovići (Servisch cyrillisch Гојаковићи) is een plaats in de Servische gemeente Prijepolje. De plaats telt 183 inwoners (2002).